# آرکه
آرکه (به اسپانیایی: Arque) یک منطقهٔ مسکونی در بولیوی است که در شهرداری آرکه واقع شده‌است. آرکه ۴۸۷ نفر جمعیت دارد و ۳٬۲۷۲ متر بالاتر از سطح دریا واقع شده‌است.